# Ле Борн, Фернан
Фернан Ле Борн (фр. Fernand Le Borne; 10 марта 1862, Шарлеруа — 15 января 1929, Париж) — французский композитор и дирижёр бельгийского происхождения. Потомок Эме Леборна.
Учился в Парижской консерватории у Жюля Массне, Камиля Сен-Санса и Сезара Франка.
Наиболее известные произведения Ле Борна — оперы «Каталанка» (фр. La Catalane; 1907), написанная по пьесе каталанского драматурга Анжела Гимеры (лёгшей также в основу «Долины» Эжена д’Альбера) и поставленная в Парижской опере с Луизой Гранжан в главной партии, и «Мударра» (фр. Mudarra), по поэме Альфреда де Мюссе «Намуна», премьера которой состоялась 18 апреля 1899 г. в Берлине с таким успехом, что композитор был награждён германским орденом; критика отмечала вагнеровское влияние в музыке Ле Борна, не отменяющее её индивидуальности и новизны.
Ле Борну принадлежат также оперы «Дафнис и Хлоя» (1885), «Гедда» (1898, премьера с участием Энрико Карузо в партии Гаральда), «Жирондинцы» (фр. Les Girondins; 1905), «Клеопатра» (1914), «Брюнетка и блондинка» (фр. La Brune et la Blonde; 1924), «Борджиа» (1927) и др., балеты «Зеленоглазый идол» (фр. L'Idole aux yeux verts; 1902) и «Бретонские праздники» (фр. Fêtes Bretonnes; 1903), «Реквием», три симфонии, скрипичный концерт, струнный квартет, фортепианное трио, соната для виолончели и фортепиано и др.
Ле Борн дирижировал музыкой Сен-Санса к фильму «Убийство герцога Гиза» (1908); фортепианное переложение сюиты из музыки к этому фильму было опубликовано Сен-Сансом с посвящением Ле Борну. Выступал также как музыкальный критик, сотрудничал с парижскими газетами Le Monde и Petit Parisien, был парижским музыкальным корреспондентом брюссельской Le Soir.
В некоторых источниках Ле Борну по ошибке приписывают известную Фантазию для флейты и фортепиано на темы оперы Бизе «Кармен», написанную в действительности Франсуа Борном.